# Feydhoo (Shaviyani-atol)
Feydhoo is een van de bewoonde eilanden van het Shaviyani-atol behorende tot de Maldiven.

## Demografie
Feydhoo telt (stand maart 2007) 521 vrouwen en 583 mannen.